# Día Internacional contra la Violencia y el Acoso en la Escuela, incluido el Ciberacoso
El Día Internacional contra la Violencia y el Acoso en la Escuela, incluido el Ciberacoso es una jornada que se celebra anualmente el primer jueves de noviembre desde 2020, fue establecida oficialmente por la UNESCO en 2019.

## Proclamación
El Día Internacional contra la Violencia y el Acoso en la Escuela, incluido el Ciberacoso, fue proclamado por unanimidad por la UNESCO en la 40ª reunión de su Conferencia General el 12 de noviembre de 2019, reconociendo que la violencia en el entorno escolar, en todas sus formas, incluido el ciberacoso, atenta contra los derechos de los niños y adolescentes, así como su salud y bienestar. La proclamación busca destacar la necesidad de combatir la violencia escolar basándose en evidencias y propone liderazgo político, entornos escolares seguros, apoyo a los estudiantes afectados y cooperación con la familia y otros agentes.

## Celebración
Este día se celebra el primer jueves de noviembre. La primera celebración tuvo lugar en 2020. Las actividades incluyen la difusión de información sobre el alcance y las consecuencias del acoso escolar, testimonios de ministros, estudiantes, padres y maestros, así como gráficos y mensajes para redes sociales. Se invita a estudiantes, padres, comunidades educativas, autoridades educativas y la industria tecnológica a participar en la prevención de la violencia, promoviendo entornos de aprendizaje seguros.

## Temas
- 2020: Juntos contra el acoso escolar[4]
- 2021: La lucha contra el ciberacoso y otras formas de violencia en línea que afectan a los niños y los jóvenes[5]
- 2022: "Not on my watch", role of teachers in preventing and addressing school violence,[6] ('"En mi turno no", el papel de los docentes en la prevención y abordaje de la violencia escolar')
- 2023: No al miedo: acabar con la violencia escolar para mejorar la salud mental y el aprendizaje[7]